# Sojuz T-12
Sojuz T-12  è la denominazione di una missione della navicella spaziale Sojuz T verso la stazione spaziale sovietica Saljut 7 (DOS 6). Si trattò del cinquantunesimo volo equipaggiato di questo velivolo spaziale, del settantatreesimo volo nell'ambito del programma Sojuz sovietico nonché del nono volo equipaggiato verso la predetta stazione spaziale – il settimo che riuscì effettivamente ad agganciarsi ed a visitare la predetta stazione spaziale a causa degli insuccessi delle precedenti missioni Sojuz T-8 e Sojuz T-10-1.

## Equipaggio
| Ruolo                  | Equipaggio                                 | Equipaggio                                 |
| ---------------------- | ------------------------------------------ | ------------------------------------------ |
| Comandante             | Vladimir Džanibekov, Roscosmos Quarto volo | Vladimir Džanibekov, Roscosmos Quarto volo |
| Ingegnere di volo      | Svetlana Savickaja, Roscosmos Secondo volo | Svetlana Savickaja, Roscosmos Secondo volo |
| Cosmonauta Ricercatore | Igor' Volk, Roscosmos Primo volo           | Igor' Volk, Roscosmos Primo volo           |

### Equipaggio di riserva
| Ruolo                  | Equipaggio                   | Equipaggio                   |
| ---------------------- | ---------------------------- | ---------------------------- |
| Comandante             | Vladimir Vasjutin, Roscosmos | Vladimir Vasjutin, Roscosmos |
| Ingegnere di volo      | Ekaterina Ivanova, Roscosmos | Ekaterina Ivanova, Roscosmos |
| Cosmonauta Ricercatore | Viktor Savinych, Roscosmos   | Viktor Savinych, Roscosmos   |

## Missione
Il quarto equipaggio ospite (Saljut 7 EP-4 - in russo Экспедиция посещения 4 - equipaggio ospite 4) della stazione spaziale Saljut 7 eseguì, con la collaborazione del terzo equipaggio base (Saljut 7 EO-3) della stazione stessa diversi esperimenti, analisi e ricerche di vario tipo. Tra questi spiccano particolarmente gli esperimenti relativi all'osservazione dei campi di risonanza magnetica e del suono, nonché le prove eseguite sulla qualità d'aria presente all'interno della stazione spaziale stessa.
Apoteosi della missione fu comunque senza dubbio l'attività extraveicolare svoltasi il 25 luglio. Si trattò infatti della prima eseguita da una donna. Oltre al comandante della missione Vladimir Džanibekov infatti vi partecipò Svetlana Savickaja, che aveva già volato nello spazio in precedenza – la seconda donna in assoluto – durante la missione Sojuz T-7. L'attività extraveicolare impegnò i due cosmonauti per oltre tre ore e mezzo. Scopo della stessa fu il collaudo di un attrezzo multifunzionale il quale agevolava notevolmente eventuali futuri lavori di riparazione della stazione spaziale oppure di una navicella. L'attrezzo infatti consentiva di tagliare il metallo, eseguire delle saldature, delle brasature e l'incollaggio dello stesso nonché la galvanizzazione ed il trattamento di superficie delle varie componenti metalliche.

## Ulteriori dati di volo
- Denominazione Astronomica Internazionale: 1984-73

I parametri sopra elencati indicato i dati pubblicati immediatamente dopo il termine della fase di lancio. Le continue variazioni ed i cambi di traiettoria d'orbita sono dovute alle manovre di aggancio. Pertanto eventuali altre indicazioni risultanti da fonti diverse sono probabili ed attendibili in considerazione di quanto descritto.